# Morpho guines
Morpho guines är en fjärilsart som beskrevs av Weber 1944. Morpho guines ingår i släktet Morpho och familjen praktfjärilar. Inga underarter finns listade i Catalogue of Life.